# U 629
U 629 war ein deutsches Unterseeboot des Typs VII C, ein so genanntes „Atlantikboot“. Es wurde durch die Kriegsmarine während des U-Boot-Krieges – unter anderem zur Errichtung einer Wetterstation – eingesetzt und im Verlauf der Operation Overlord versenkt.

## Technische Daten
Ein VII C-Boot hatte eine Länge von 67 m und eine Verdrängung von 865 m³ unter Wasser. Es verfügte über zwei Dieselmotoren, die über Wasser eine Geschwindigkeit von 17 kn ermöglichten. Bei der Unterwasserfahrt trieben zwei Elektromotoren das Boot zu einer Geschwindigkeit von 7 kn an. Die Bewaffnung bestand bis 1944 aus einer 8,8 cm Kanone und einer 2,0 cm Flak an Deck sowie vier Bugtorpedorohren und einem Hecktorpedorohr. Üblicherweise führte ein VII C-Boot 14 Torpedos mit sich.

## Kommandant
Kommandant des Bootes war von der Indienststellung am 2. Juli 1942 bis zur Versenkung am 7. Juni 1944 Oberleutnant zur See Hans Helmuth Bugs. Er wurde am 11. März 1917 in Angermünde geboren und trat 1937 in die Kriegsmarine ein. Nach seiner Beförderung zum Leutnant zur See diente er zunächst als Wachoffizier auf dem Artillerie-Schulschiff Brummer und danach als Zugoffizier bei der Ersatzmarineabteilung und bis zum Sommer 1940 der Marine-Flak Abteilung. Im Anschluss daran absolvierte er seine U-Bootsausbildung und wurde Kompanieoffizier bei der 1. U-Lehrdivision in Pillau. Vom August 1941 bis zum Mai 1942 fuhr  Bugs als 1. Wachoffizier auf U 435 und übernahm, im Anschluss an seinen Kommandantenlehrgang bei der 24. U-Flottille, das Kommando auf U 629.

## Einsatzgeschichte
Bugs führte auf einem Dutzend Fahrten Operationen zwischen Hammerfest und Spitzbergen, Narvik und Jan Mayen durch. Unter anderem handelte es sich um Minenunternehmungen:
- Juli 1943 – Verminung der östlichen Pećora-Bucht
- August 1943 – Verminung vor der Timan-Küste in der südlichen Barentssee
- September 1943 – Verminung der Reede von Anderma an der Karasee

### Wetterfunkgerät „Robert“
Im August 1943 lief U 629 von Hammerfest in Richtung Spitzbergen aus. An Bord befand sich eine ungewöhnliche Ladung: Einige Schlitten, ein Schlauchboot mit kräftigem Außenbordmotor und ein technisches Erzeugnis der Siemens-Schuckertwerke mit der Bezeichnung „WFL 24“. Dabei handelte es sich um ein selbständig arbeitendes Gerät zur Wetterbeobachtung, welches in seine Einzelteile zerlegt auf dem gesamten U-Boot verteilt war. Die Mannschaft unterstützte die Meteorologen beim Errichten des Wetterfunkgerätes, das den Namen „Robert“ trug, nahm dessen erste automatische Funksprüche auf und kehrte am 16. Juli nach Hammerfest zurück.

### Rettungseinsatz
Im Dezember 1943 operierte U 629 im Nordatlantik, als es einen Hilferuf von U 284 empfing. Dieses Boot war am 16. Dezember in Seenot geraten: es hatte einen schweren Wassereinbruch erlitten, der vermutlich infolge eines Bedienungsfehlers während des routinemäßigen Lenzens aufgetreten war. U 629 nahm die gesamte Besatzung von U 284 auf und machte sich, mit über 100 Mann an Bord, auf den Weg nach Brest.

### Versenkungen
Auf der Fahrt nach Brest torpedierte U 629 einen Zerstörer, den es als versenkt meldete. Dies konnte nach dem Krieg, anhand alliierter Unterlagen, nicht bestätigt werden.

### Aus Zufall vom Nordmeerboot zum Biscayapatrouilleur
Kurz vor Ende dieser Reise wurde U 629 in der Biscaya von einer Vickers Wellington des RAF Coastal Command mit Wasserbomben und MG-Feuer attackiert und schwer beschädigt. U 629 erreichte trotzdem Brest, den Stützpunkt der 1. U-Flottille am 5. Januar 1944. Das Boot wurde dort der 1. U-Flottille unterstellt und operierte von da an bis zu seiner Versenkung nur noch in der Biscaya.

## Versenkung
U 629 war eines von 28 U-Booten, die zur Abwehr der Invasionsflotte Anfang Juni 1944 in die Biscaya und den Ärmelkanal ausliefen. Das Boot wurde am 7. Juni westlich von Brest durch eine Liberator attackiert und versenkt (Lage). Alle 51 Besatzungsmitglieder kamen dabei ums Leben.